# Sperchon crassipalpis
Sperchon crassipalpis är en kvalsterart som beskrevs av Marshall 1933. Sperchon crassipalpis ingår i släktet Sperchon och familjen Sperchonidae. Inga underarter finns listade i Catalogue of Life.